# Толбой
Толбой (на английски: Tall Boy), също и подспинакерен стаксел, жарг. подспинакерник – тясно допълнително криловидно ветрило, снабдено с лати и стоманен ликтрос по предната шкаторина.
Използват се при състезателните яхти 1970-80-те години. Предназначени за поставяне в предния триъгълник съвместно със спинакера, за заглаждане на потока въздух на подветрената страна на грота. Служи за намаляване на завихрянията, образуващи се в тази зона. Галсовият ъгъл на толбоя се закрепва примерно на средата на разстоянието от пяртнеса на мачтата до основанието на щага. За преместване на галсовия ъгъл в напречно направление се оборудва с радиусна релса.

С изменението на правилата на IOR, а също и с появата на нови материали, толбоя е оценен като прекалено сложен за използване и скъп, и яхтите престават да го използват. В 21 век е съхранен само в комплекта ветрила на някои крейсерски яхти.